# Куенлуен
Кунлун је велики планински масив у западној Кини, претежно у Тибету и Синкјангу. Пружа се од Памира и Каракорума до средње Кине у дужини од 2500 km. 
Највиши врх је Улуг Мустаг са 7723 m. Грађен је од кречњака, шкриљаца, гнајса и гранита. Преовлађује оскудна пустињска вегетација. На највишим подручјима налазе се многи ледници. Кунлун је тешко проходни масив. Најнижи превоји се налазе на висинама од 4000 до 5000 метара. Средишњи део Кунлуна чине висоравни и долине са ретким сланим језерима на надморској висини од 4.900 м.
Позната су налазишта руда гвожђа и бакра, као и каменог угља. Преовладава оскудна пустињска вегетација. Водени токови теку северним падинама Кунлуна и нестају у пустињском песку. Крај је слабо насељен а у речним долинама западног дела развила су се мања насеља. То је номадска популација која се бави узгајањем јакова.
Тачна дефиниција планина Кунлун варира током времена. Старији извори су користили Кунлун за означавање планинског појаса који се протеже преко центра Кине, то јест Алтин Та заједно са планинама Ћиљен шан и Ћин. Недавни извори наводе да ланац Кунлун формира већи део јужне стране Таримског басена, а затим се наставља источно, јужно од Алтин Та. Сима Ћен (Записи великог историчара, свитак 123) каже да је цар Ву од Хана послао људе да пронађу извор Жуте реке и дао име Куенлуен планинама на њеном извору. Чини се да је име настало као полу-митска локација у класичном кинеском тексту Класици планина и мора.

## Опсег
Од Памира у Таџикистану, планине Куенлуен иду на исток кроз јужни Синђан до провинције Ћингхај. Протежу се дуж јужне ивице онога што се сада зове Таримски басен, злогласне пустиње Такламакан и пустиње Гоби. Бројне важне реке теку из ланца, укључујући реку Каракаш („река црног жада“) и реку Јурунгкаш („река белог жада“), које теку кроз оазу Котан у пустињу Такламакан. Јужно од Куенлуена налази се ретко насељена регија Чангтанг, која чини део Тибетанске висоравни.
Алтин-Та или Алтун ланац је један од главних северних венаца Куенлуена. Његово североисточно проширење Килијан Шан је још један главни северни ланац Куенлуена. На југу главно проширење је Мин Шан. Планине Бајан Хар, јужни огранак планине Куенлуен, чине слив између сливова две најдуже кинеске реке, реке Јангце и Жуте реке.

### Вулканска група Куенлуен
Преко 70 вулканских чуњева чине Куенлуен вулканску групу. То нису вулканске планине, већ купе. Као такви, они се не убрајају у светске вулканске планинске врхове. Група, међутим, има висину од 5.808 m (19.055 ft) изнад нивоа мора (35° 30′ С; 80° 12′ И / 35.5° С; 80.2° И). Ако се сматрају вулканским планинама, оне би представљале највиши вулкан у Азији и Кини и други највиши на источној хемисфери (после планине Килиманџаро) и један од седам вулканских врхова по висини. (Планина Дамаванд је највиши вулкан у Азији, а не Куенлуенски чуњеви.) Последња позната ерупција у тој вулканској групи била је 27. маја 1951. године.

## Историја и митологија
Легендарне и мистичне планине су дугогодишњи аспект кинеске цивилизације. Кунлун је првобитно име митске планине за коју се верује да је таоистички рај.
Кунлун је полу-митски регион недалеко од извора Жуте реке. Планине Кунлун су ушле у кинеску идеологију током периода зараћених држава (475-221. п. н. е.), и постале су блиско интегрисане у кинеску културу.
Гу Ђеганг дели кинески митолошки систем на систем Кунлун и систем Пенглај заснован на источним и западним регионима. Он верује да је мит о Кунлуну
„настао на западној висоравни, а њене магичне и величанствене приче шире се на исток, а затим прате огромно и безгранично море. Комбинација ових природних услова формирала је систем Пенглај митологије у обалним областима Јан, Ву, Чи, и Јуе."

## Клима
Кунлун планине су потпуно изоловане од климатских утицаја монсуна, али су под сталним утицајем континенталне ваздушне масе, што доводи до великих годишњих и дневних температурних осцилација. Најсушнији је средишњи део планинског система, док источни и западни делови добијају већу количину падавина. Годишња количина падавина се креће од 50 мм. у подножју планина до 460 мм. близу Памира и Тибета. У подножју планина, које се граниче са Таримском котлином просечна летња температура је око 28 °C, а зимска -9 °C.;у већим надморским висинама на граници са Тибетом летњи просек је 10 °C, а зимски - 35 °C и ниже. Карактеристике Кунлун планина су велике дневне разлике у температури ( високе дневне и изузетно ниске ноћне ) што доводи до елувијалног процеса услед чега настају велике количине растреситог материјала на тим подручјима, као и јаки ветрови, који су најјачи у јесен.

## Биљни и животињски свет
У Кунлун планинама преовлађују стеновите пустиње и ретко степе. Услед тога вегетација је врло оскудна углавном се састоји од трава и грмља. У већем делу планина због недостатка воде и животињски свет је ограничен. Могу се наћи ретка стада дивљих папкара, као што су Тибетанска газела (енгл. Goa) и антилопа (енгл. Tibetan antelope), заједно са стадима дивљих магараца (Кијанг) и јакова. Међутим, У влажнијим западним областима налазе се Аргали - планинске овце, Хималајска плава овца (енгл. Bharal), Уриал - такође врста овце и козорог. Такође у ретким шикарама на западном делу Кунлуна могу се наћи мрки медведи, вукови и ретко снежни леопард. Разне врсте птица селица задржавају се на овим просторима током сезоне миграције.

## Становништво и економија
Становници Кунлун планина упркос екстремним климатским и топографским условима су Ујгурски и Монголски номади који се заједно са својим стадима крећу у сталној потрази за храном. Нека насеља могу се наћи у долинама западних области. Хан Кинези су све присутнији у овој области и они су концентрисани дуж широке и добро одржаване мреже макадамских путева изграђених 1949. 
Сточарство представља економску базу фокусирану на овце, козе, јакове и ретка стада говеда. Пашњаци су ретки али са травама које су веома богате хранљивим материјама. Наводњавање у областима где је то изводљиво пружа могућност производње пшенице, јечма, грашка, кромпира и уљане репице.

## У популарној култури
Планине Кунлун (у књизи написане као „Куен-Лун“) су описане као локација манастира Шангри-Ла у роману Изгубљени хоризонт енглеског писца Џејмса Хилтона из 1933. године.
Планине су место измишљеног града Кун Лун у серији Марвел комикс Ајрон Фист и истоименој ТВ емисији.